# Tomáš Zajíc
Tomáš Zajíc (* 12. srpna 1996 Suchov) je český fotbalový útočník. Od února 2025 je bez angažmá.  

## Kariéra
Profesionální fotbalovou kariéru zahájil v týmu 1. FC Slovácku. Svůj debut v seniorské lize za ně zaznamenal 20. února roku 2015 při domácí prohře 1:2 s týmem FK Jablonec. Svůj první ligový gól vstřelil proti Dukle Praha 6. srpna 2016.
Dne 31. srpna 2021 byl zapůjčen do polského klubu Zagłębie Lubin. V květnu 2022 bylo toto hostování ukončeno. Následně zamířil do klubu SK Dynamo České Budějovice. V létě 2024 odešel na hostování do MFK Vyškov. Z hostování se vrátil v lednu 2025. S klubem v únoru 2025 rozvázal smlouvu.
Hrával za Českou fotbalovou reprezentaci do 20 a 21 let.